# Grosvenor Gallery

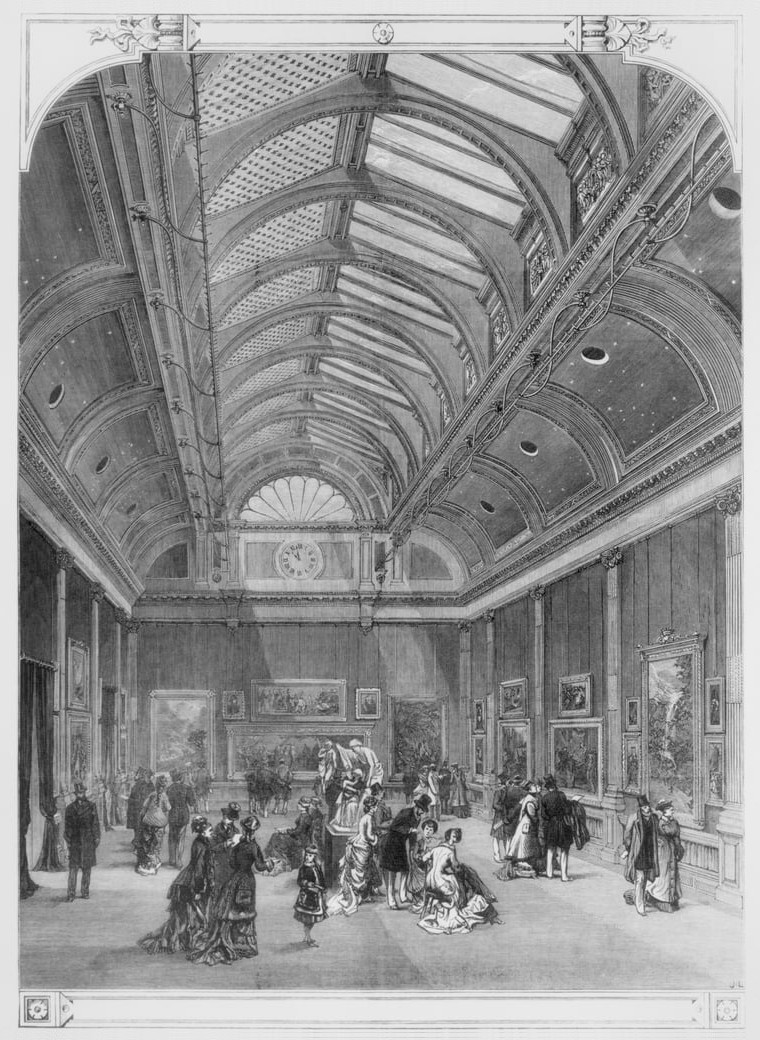
Grosvenor Gallery 1877

Die Grosvenor Gallery war eine der bedeutendsten britischen Kunstgalerien des ausgehenden 19. Jahrhunderts und hatte ihren Sitz in der Bond Street in London.

## Geschichte

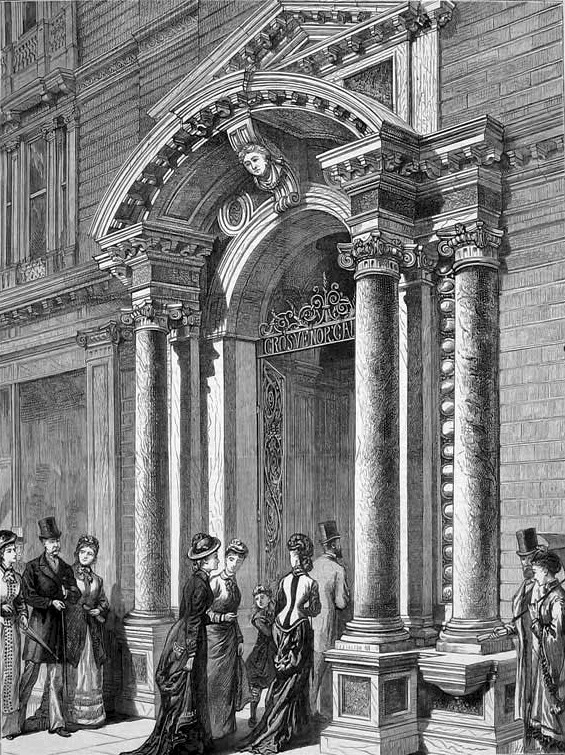
Eingang zur Grosvenor Gallery

Die Galerie wurde 1877 von Sir Coutts Lindsay und seiner Frau, Lady Blanche Lindsay, als eine Alternative zur Royal Academy of Arts gegründet. Obwohl sie nur bis 1890 existierte, konnte die Galerie den Werdegang vieler progressiver Künstler fördern, deren Arbeit vom traditionellen Kunstgeschmack der etablierten Ausstellungsorte ignoriert wurde. Die Lindsays entwickelten innovative Konzepte für Kunst, Publikum und Präsentation, die nicht nur die viktorianischen Kunst und Gesellschaft beeinflussten, sondern auch auf die Entwicklung der heutigen Museumspraxis nachwirkten.
Die Eröffnung der Galerie 1877 war bereits eine so bedeutende Veranstaltung, dass Albert Edward, der damalige Prince of Wales, mit seiner Gemahlin daran teilnahm. Auf der ersten Sommershow 1877 waren 64 Künstler vertreten, 1880 schon mehr als 200. Eine der ersten Ausstellungen verhalf Edward Burne-Jones zu spätem Ruhm. James McNeill Whistler stellte hier 1877 sein Bild Nocturne in Black and Gold: The Falling Rocket aus, das den Kunstkritiker John Ruskin zu abfälligen Äußerungen veranlasste. Whistler reichte Klage wegen Beleidigung ein, die 1878 vor dem Londoner High Court verhandelt wurde. Whistler gewann zwar den Prozess, erhielt aber nur eine geringe Entschädigung. 1882 zeigte Henry Herbert La Thangue eines seiner Werke.

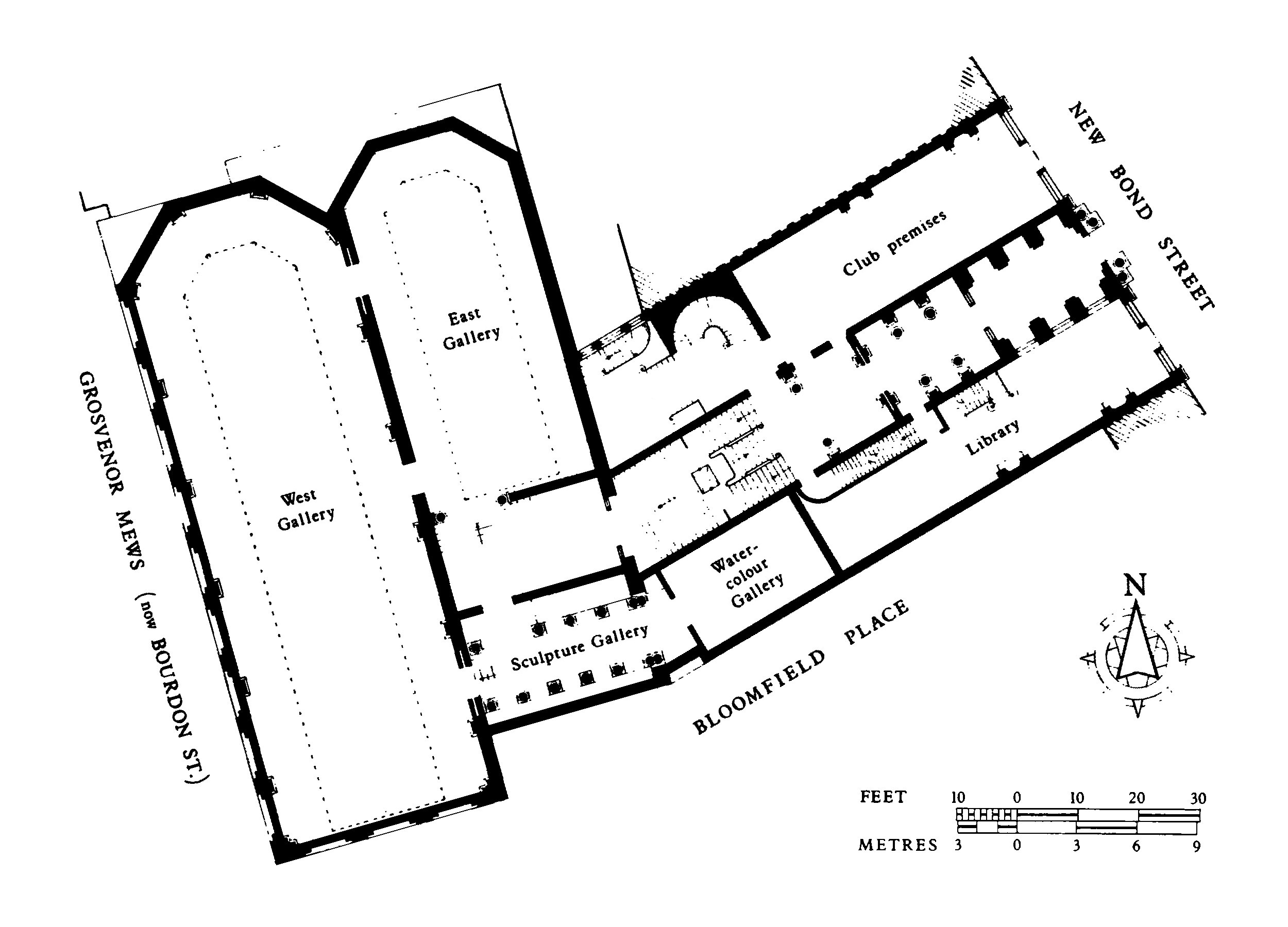
Grundriss der Grosvenor Gallery

Die Grosvenor Galerie zeigte dann weniger provokative Werke des Symbolismus und Präraffaelismus, die vom Ästhetizismus der Zeit beeinflusst waren und allegorische Figuren in klassischen Gewändern darstellten. Im Zentrum stand die Ausstellung, die die Galerie jeden Sommer für zeitgenössische Kunst veranstaltete, wenn viele Aristokraten von ihren Landsitzen in die Stadt reisten. Die Sommershow zeigte sowohl Werke etablierter Künstler als auch neue Trends. Im Winter dagegen zeigte die Galerie auch Werke alter Meister. Später wurden Herbstausstellungen speziell für Pastellmalerei eingerichtet.
Es dauerte nicht lange, bis die Grosvenor Galerie zu einer ernsthaften Konkurrenz für die Royal Academy of Arts wurde. Folgerichtig wendeten sich auch einige klassische Künstler der neuen Galerie zu, so dass bald auch zahlreiche Werke des Neoklassizismus zu sehen waren. Später zeigte man Werke der zweiten Generation der Präraffaeliten. Zudem würdigte die Galerie regelmäßig traditionelle Künstler wie Lawrence Alma-Tadema und Frederic Leighton, der zugleich Präsident der Royal Academy of Arts war. In den späten 1880er Jahren konnten moderne Maler vom europäischen Kontinent wie Jules Bastien-Lepage für Ausstellungen gewonnen werden. Abschließend förderte die Galerie den Künstlerkreis der Glasgow Boys, der Newlyn School in Cornwall sowie die rustikalen Naturalisten.
Innovativ an den Ausstellungen war, dass die Werke der einzelnen Künstler zusammen aufgehängt wurden, so dass sich Mini-Retrospektiven ergaben. Im Gegensatz zur damals gängigen Praxis hingen die Gemälde nicht eng neben- und übereinander bis unter die Decke, vielmehr erhielt jedes Werk einen angemessenen Raum mit mindestens 30 Zentimeter Abstand zum benachbarten Bild. Nachdem sich die Lindsays bereits 1882 getrennt hatten, geriet die Galerie bald in finanzielle Schwierigkeiten. Da nach Lady Lindsays Ausscheiden auch die Förderungen ihrer einflussreichen Freunde ausblieben, musste die Galerie 1890 geschlossen werden.

## Bekannte Aussteller
- Lawrence Alma-Tadema
- Anna Bilińska
- Edward Burne-Jones
- Walter Crane
- Edward Cucuel
- Thomas Millie Dow
- Elizabeth Adela Forbes
- Heywood Hardy
- Henry Herbert La Thangue
- William Holman Hunt
- John Lavery
- Frederic Leighton
- Jules Bastien-Lepage
- William Logsdail
- Violet Manners
- Hamilton Marr
- John Everett Millais
- Thomas Corsan Morton
- Alexander Roche
- Marie Spartali Stillman
- James McNeill Whistler